# Skoky do vody na Letních olympijských hrách 2024
Skoky do vody na Letních olympijských hrách 2024 v Paříži proběhly od 27. července do 10. srpna 2024.

## Medailisté

### Muži
| Kategorie                         | Zlato                              | Stříbro                                    | Bronz                                           |
| --------------------------------- | ---------------------------------- | ------------------------------------------ | ----------------------------------------------- |
| Prkno 3 m                         | Sie S-i · Čína (CHN)               | Wang Cung-jüan · Čína (CHN)                | Osmar Olvera · Mexiko (MEX)                     |
| Věž 10 m                          | Cchao Jüan · Čína (CHN)            | Rikuto Tamai · Japonsko (JPN)              | Noah Williams · Velká Británie (GBR)            |
| Synchronizované skoky z prkna 3 m | Čína · Lung Tao-i · Wang Cung-jüan | Mexiko · Juan Celaya · Osmar Olvera        | Velká Británie · Anthony Harding · Jack Laugher |
| Synchronizované skoky z věže 10 m | Čína · Lien Ťün-ťie · Jang Chao    | Velká Británie · Tom Daley · Noah Williams | Kanada · Rylan Wiens · Nathan Zsombor-Murray    |

### Ženy
| Kategorie                         | Zlato                                   | Stříbro                                                   | Bronz                                                              |
| --------------------------------- | --------------------------------------- | --------------------------------------------------------- | ------------------------------------------------------------------ |
| Prkno 3 m                         | Čchen I-wen · Čína (CHN)                | Maddison Keeneyová · Austrálie (AUS)                      | Čchang Ja-ni · Čína (CHN)                                          |
| Věž 10 m                          | Čchüan Chung-čchan · Čína (CHN)         | Čchen Jü-si · Čína (CHN)                                  | Kim Mi-re · Severní Korea (PRK)                                    |
| Synchronizované skoky z prkna 3 m | Čína · Čchen I-wen · Čchang Ja-ni       | Spojené státy americké · Sarah Baconová · Kassidy Cooková | Velká Británie · Yasmin Harperová · Scarlett Mewová Jensenová      |
| Synchronizované skoky z věže 10 m | Čína · Čchen Jü-si · Čchüan Chung-čchan | Severní Korea · Čo Čin-mi · Kim Mi-rae                    | Velká Británie · Andrea Spendoliniová-Sirieixová · Lois Toulsonová |

## Přehled medailí
| Pořadí | Země                   | Zlato | Stříbro | Bronz | Celkově |
| ------ | ---------------------- | ----- | ------- | ----- | ------- |
| 1.     | Čína                   | 8     | 2       | 1     | 11      |
| 2.     | Velká Británie         | 0     | 1       | 4     | 5       |
| 3.     | Mexiko                 | 0     | 1       | 1     | 2       |
| 3.     | Severní Korea          | 0     | 1       | 1     | 2       |
| 5.     | Japonsko               | 0     | 1       | 0     | 1       |
| 5.     | Austrálie              | 0     | 1       | 0     | 1       |
| 5.     | Spojené státy americké | 0     | 1       | 0     | 1       |
| 8.     | Kanada                 | 0     | 0       | 1     | 1       |
| celkem | celkem                 | 8     | 8       | 8     | 24      |